# Lista operelor lui Lucian din Samosata

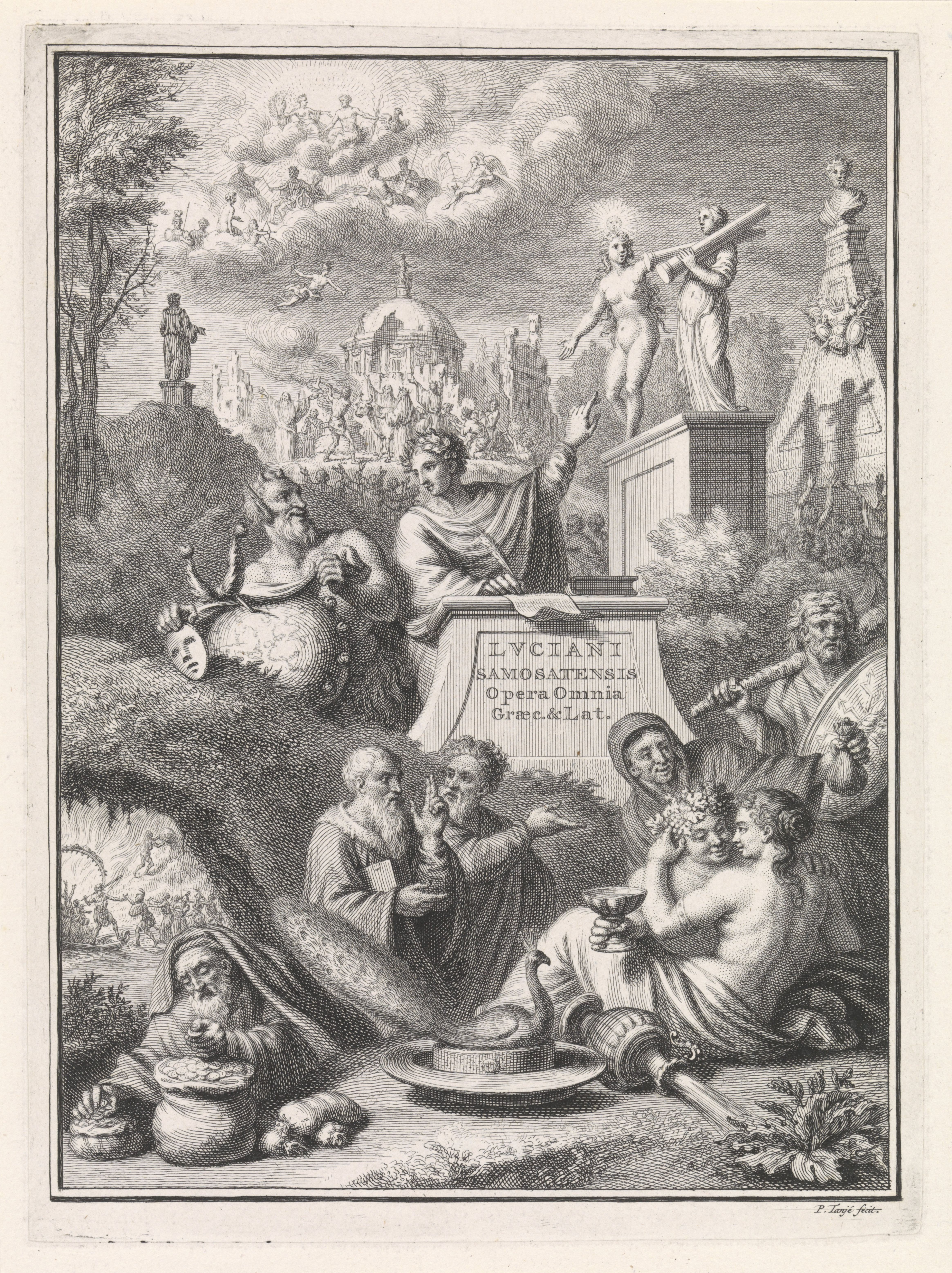
Lucian din Samosata. Opera. Amsterdam: Jacobus Wetstein, 1743.

Este prezentată o listă completă a operelor lui Lucian din Samosata (n. c. 125 - d. după 180 d.Hr.), care au fost scrise în greaca veche.
Lucrările despre care nu se știe sigur că aparțin autorului elin sunt marcate prin "[?]".
Operele a căror paternitate este contestată, dar despre care unii specialiști afirmă că aparțin lui Lucian sunt notate cu un asterisc.
Traducerile în română ale titlurilor sunt aproximative.
| Titlul grec                                    | Titlul latin                      | Titlul în engleză                                         | Titlul în română                 | Descriere |
| ---------------------------------------------- | --------------------------------- | --------------------------------------------------------- | -------------------------------- | --- |
| Ἀλέξανδρος ἢ Ψευδόμαντις                       | Alexander                         | Alexander the False Prophet                               | Alexandru, profetul mincinos     | Relatare despre profețiile false ale lui Alexandru de Abonoteichos.                                                      |
| Ἀνάχαρσις ἢ Περὶ Γυμνασίων                     | Anacharsis                        | Anacharsis or Athletics                                   | Anacharsis sau Atleticul         | Dialog între Anacharsis și Solon privind sportul.                                                                        |
| Δὶς κατηγορούμενος                             | Bis accusatus sive Tribunalia     | The Double Indictment or Trials by Jury                   | Dubla acuzație                   | Lucian își apără stilul literar în fața criticilor.                                                                      |
| Ψευδολογιστής                                  | Pseudologista                     | The Mistaken Critic                                       | Criticul neînțeles               | Lucian se apără față de acuzația că ar fi scris într-un dialect attic sărăcăcios.                                        |
| Περὶ τῆς Ἀστρολογίας                           | De Astrologia                     | Astrology                                                 | Despre astrologie                | Un eseu despre astrologie scris în greaca ionică.                                                                        |
| Διόνυσος                                       | Bacchus                           | Dionysus                                                  | Dionysos                         | Călătoria în India a lui Dionis.                                                                                         |
| Περὶ τοῦ Ἠλέκτρου ἢ Κύκνων                     | Electrum                          | Amber or The Swans                                        | Chihlimbarul sau Lebedele        | Autorul este decepționat că la râul Eridan nu găsește nici lebede, nici chihlimbar.                                      |
| Πρὸς τὸν ἀπαίδευτον καὶ πολλὰ βιβλία ὠνούμενον | Adversus Indoctum                 | The Ignorant Book-Collector                               | Cărturarul ignorant              | Diatribă îndreptată împotriva unui colecționar de cărți semidoct.                                                        |
| Χαρίδημος ἢ Περὶ Κάλλους                       | Charidemus                        | Charidemus                                                | Charidemos                       | Discuție asupra esteticii.                                                                                               |
| Χάρων ἢ Ἐπισκοποῦντες                          | Charon sive Contemplantes         | Charon or The Inspectors                                  | Charon                           | Dialog între Charon și Hermes privind deșertăciunea dorințelor umane.                                                    |
| Δημώνακτος Βίος                                | Demonax                           | Demonax                                                   | Demonax                          | Biografie a filozofului cinic Demonax.                                                                                   |
| [?] Δημοσθένους Ἐγκώμιον                       | Demosthenis Encomium              | Demosthenes                                               | Demostene                        | Laudă a oratorului Demostene                                                                                             |
| Περὶ τῶν Διψάδων                               | Dipsades                          | The Dipsads                                               |                                  | Descrierea unei specii de șerpi                                                                                          |
| Ἀλκυὼν ἢ Περὶ Μεταμορφώσεων                    | Halcyon                           | Halcyon                                                   | Alcyon                           | Descrierea păsării mitologice Alcyon.                                                                                    |
| Εὐνοῦχος                                       | Eunuchus                          | The Eunuch                                                | Eunucul                          | O satiră adresată filozofilor avari.                                                                                     |
| [?] Ψευδοσοφιστὴς ἢ Σολοικιστής                | Soloecista                        | Soloecista                                                | Solecisme                        | Despre greșeli gramaticale                                                                                               |
| Περὶ τῆς Περεγρίνου Τελευτῆς                   | De Morte Peregrini                | Passing of Peregrinus                                     | Moartea lui Peregrinus           | Despre moartea filosofului cinic Peregrinus Proteus (95-165 d.Hr). Conține și informații polemice la adresa creștinilor. |
| Ἀναβιοῦντες ἢ Ἁλιεύς                           | Revivescentes sive Piscator       | The Dead Come to Life or The Fisherman                    | Învierea sau Pescarul            | O narațiune tip sequel la Βίων Πρᾶσις                                                                                    |
| Μυίας Ἐγκώμιον                                 | Muscae Encomium                   | The Fly (Praising a Fly)                                  | Musca                            | Un fel de elogiu (encomion) adus acestei insecte.                                                                        |
| Συμπόσιον ἢ Λαπίθαι                            | Symposium                         | The Carousal Symposium or The Lapiths                     | Simpozionul mesenilor            | O parodie a lui Symposium a lui Platon.                                                                                  |
| Περὶ τῶν ἐν Μισθῷ συνόντων                     | De Mercede conductis              | On Salaried Posts in Great Houses (The Dependent Scholar) |                                  | O schiță în maniera lui William Hogarth despre învățații greci aflați la casele aristocraților romani.                   |
| Πῶς δεῖ ἱστορίαν συγγράφειν                    | Quomodo historia conscribenda sit | How to Write History                                      | Cum se scrie istoria             | Critică adusă istoricilor contemporani.                                                                                  |
| Θεῶν Διάλογοι                                  | Dialogi Deorum                    | Dialogues of the Gods                                     | Dialogurile zeilor               | Ironizarea concepțiilor religioase ale lui Homer.                                                                        |
| Θεῶν Ἐκκλησία                                  | Deorum Concilium                  | The Parliament of the Gods                                | Sfatul zeilor                    | Momos susține că în rândul zeilor au intrat prea mulți impostori.                                                        |
| Ὑπὲρ τοῦ ἐν τῇ Προσαγορεύσει Πταίσματος        | Pro Lapsu inter salutandum        | A Slip of the Tongue in Greeting                          |                                  | Greșelile gramaticale în expresiile de salut.                                                                            |
| Ὄνειρος ἢ Ἀλεκτρυών                            | Gallus                            | The Dream or The Cock                                     | Visul sau Cocoșul                | Un fel de povestire fantastică în care un cocoș devine Pitagora și dăruiește stăpânului puterea de a deveni invizibil.   |
| Ἁρμονίδης                                      | Harmonides                        | Harmonides                                                | Armonides                        | O povestire despre cântărețul la flaut Armonides.                                                                        |
| Ἡρακλῆς                                        | Hercules                          | Heracles or Hercules                                      | Hercule                          | Un eseu în care zeu galic Ogmios este asociat cu Hercule.                                                                |
| Ἑρμότιμος ἢ Περὶ Αἱρέσεων                      | Hermotimus                        | Hermotimus or Concerning the Sects                        | Hermotimus                       | Un dialog filozofic între Hermotimus și Lycinus.                                                                         |
| Ἡρόδοτος ἢ Ἀετίων                              | Herodotus                         | Herodotus or Aetion                                       | Herodot                          | O relatare a modului cum Herodot și Aetios își făceau cunoscute lucrările în cadrul Jocurilor Olimpice.                  |
| Διάλογος πρὸς Ἡσίοδον                          | Hesiodus                          | A Conversation with Hesiod                                | Hesiod                           | Ironizarea profețiilor lui Hesiod.                                                                                       |
| Ἑταιρικοὶ Διάλογοι                             | Dialogi Meretricii                | Dialogues of the Courtesans                               | Dialogurile curtezanelor         | Dialoguri între curtezane (hetaire), în maniera unor autori precum Herodas.                                              |
| Ἱππίας ἢ Βαλανεῖον                             | Hippias                           | Hippias sau The Bath                                      | Hippias                          | Descriere a unei băi romane.                                                                                             |
| Ἰκαρομένιππος ἢ Ὑπερνέφελος                    | Icaromenippus                     | Icaromenippus sau The Sky-man                             | Icaromenippos                    | Asemeni lui Icar, Menipos își confecționează aripi și ajunge la cer, de unde află că filozofii sunt inutili.             |
| Ζεὺς Τραγῳδός                                  | Jupiter Tragoedus                 | Zeus Rants                                                |                                  | Parodie a tragediei greci precum și prezentarea conflictului dintre stoicism și epicurism.                               |
| Ζεὺς ἐλεγχόμενος                               | Jupiter confutatus                | Zeus Catechized (Zeus Cross-Examined)                     |                                  | Dialog referitor la contradicția dintre omnipotență și destin.                                                           |
| Κυνικός                                        | Cynicus                           | Cynicus (The Cynic)                                       | Cinicul                          | Dialogul dintre Lucian și un cinic.                                                                                      |
| Λεξιφάνης                                      | Lexiphanes                        | Lexiphanes                                                | Lexiphanes                       | O satiră la adresa pretențiozității lingvistice.                                                                         |
| Ἔρωτες                                         | Amores                            | Amores (Affairs of the Heart)                             | Amoruri                          | Comparație între homosexualitate și heterosexualitate.                                                                   |
| Λούκιος ἢ Ὄνος                                 | Asinus                            | Lucius or The Ass                                         | Lucius sau măgarul               | O povestire în care un om este transformat într-un măgar.                                                                |
| Φιλοψευδὴς ἢ Ἀπιστῶν                           | Philopseudes sive Incredulus      | The Lover of Lies, or The Doubter                         | Amantul înșelător sau Incredulul | O antologie de povestiri incluzând și Philopseudes.                                                                      |